# IV. García navarrai király
IV. (Félénk, Reszketeg) García Sánchez (964? – 1000. július 29.), a XII. század közepétől Navarrai Királyságnak nevezett Pamplonai Királyságnak a Ximena-házból (egyes források írásmódja szerint a Jimena-házból, avagy Jiménez-házból) származó királya (994–1000), II. („Abarca”) Sancho Garcés (935–994) pamplonai király (970–994) fia és utóda. (Több szerző is II. Garcíának nevezi; ők az Arista-Iñiga házból származott I. és II. Garcíát nem tartják királynak.)

## Élete
Rövid uralkodása alatt apja nyomdokában váltakozó sikerrel kapcsolódott be a leóniak és kasztíliaiak mórok elleni harcába; utóbbiak élén a Córdobai Kalifátus kiváló hadvezére, a spanyolok által Almanzornak nevezett Abu Ámir al-Manszúr (939–1002) állt. Utódja fia, Sancho (992?–1035) lett, és III. (Nagy) Sancho Garcés néven (1000–1035) a Pamplonai/Navarrai Királyság legjelentősebb uralkodójává vált.